# NGC 2175S
NGC 2175S — рассеянное скопление в созвездии Орион.
Этот объект не входит в число перечисленных в оригинальной редакции «Нового общего каталога» и был добавлен позднее.